# Слинко, Виктор Викторович
Виктор Викторович Слинко, также Виктор Слинко (род. 4 июня 1972, д. Козики, Ивацевичский район, Брестская область) — белорусский поэт

## Биография
Стихи пишет с 15 лет. Печатается в белорусских газетах и журналах. С самого начала заявил о себе как о поэте, способного на эмоциональный полет и рефлексивно поиск.
Лауреат литературной премии Общества вольных литераторов «Глиняный Велес» за книгу« Штольни весны », премии журнала « Глагол » и « Золотой апостроф »за лучшую поэтическую публикацию 2005 года.

## Поэтичные сборники
- «Апошні снег» (1995)
- «Штольні вясны» (2001)
- «Арахна» (2011)